# Косооке щастя (фільм)
«Косооке щастя» (пол. Zezowate szczęście), в радянському прокаті «Шість перетворень Яна Пищика» — польський художній фільм, комедія 1960 року.

## Сюжет
Невдалому Яну Пищику не щастило з самого дитинства. Намагаючись відповідати політичній кон'юнктурі, вступав в різні організації і рухи прямо напередодні чергової зміни політичної ситуації. Його били, арештовували, вважали іноземним шпигуном, в загальному — всюди Ян відчував себе не в своїй тарілці. У підсумку чергова спроба просунутися службовими сходами привела його до в'язниці, де він, нарешті, відчув себе спокійно і впевнено. Там він був готовий залишитися назавжди на будь-яких умовах, але після відбуття терміну покарання його вигнали і звідти.

## У ролях
- Богуміл Кобеля — Ян Пищик (радянський дубляж — Ян Янакіев)
- Александер Дзвонковський — батько Яна
- Барбара Квятковська-Лясс — Іоля (радянський дубляж — Роза Макагонова)
- Христина Карковські — мати Іолі (радянський дубляж — Галина Водяницька)
- Єжи Піхельський — майор Врона-Вронський, батько Іолі (радянський дубляж — Яків Бєлєнький)
- Роман Поланскі — репетитор Іолі
- Ева Вишневська — студентка
- Вітольд Скарух — учитель
- Данута Водиньская — Юльця
- Едвард Дзевоньський — Елёнек (радянський дубляж — Зіновій Гердт)
- Барбара Поломскій — дружина Елёнека
- Тадеуш Янчар — підхорунжого Савицький (радянський дубляж — Володимир Прохоров)
- Адам Павліковський — підхорунжого Осевскій
- Войцех Покора — підхорунжого
- Марія Цесельська — Бася (радянський дубляж — Марія Виноградова)
- Юзеф Новак — Вітольд
- Леонард Петрашак — конспіратор
- Станіслав Яворський — годинникар
- Анджей Красицький — Вітольд Кропачіньскій
- Тадеуш Бартосік — Вонсік
- Марія Каневська — Анастасія Макулец
- Веслав Голас — офіцер безпеки
- Маріуш Дмоховського — офіцер безпеки
- Хелена Домбровська — Вихувна
- Хенрік Бонк — директор
- Войцех Семион — Касперський (радянський дубляж — Юрій Чекулаев)
- Казімєж Г.Опаліньскі — начальник в'язниці
- Роман Клосовскі — торгується з Пищик в ресторані
- Зигмунт Лісткевич — сержант на дорозі в Зегрже
- Станіслав Вишенський — військовополонений
- Мирослава Мархелюк
- Здзіслав Лесняк і ін.